# Hypoxestus
Hypoxestus is een geslacht van hooiwagens uit de familie Assamiidae.
De wetenschappelijke naam Hypoxestus is voor het eerst geldig gepubliceerd door Loman in 1902. 

## Soorten
Hypoxestus omvat de volgende 10 soorten:
- Hypoxestus bituberculatus
- Hypoxestus coxicornis
- Hypoxestus ealanus
- Hypoxestus glaber
- Hypoxestus levis
- Hypoxestus patellaris
- Hypoxestus planus
- Hypoxestus roeweri
- Hypoxestus scaphoides
- Hypoxestus trituberculatus